# 야부키 켄타로
야부키 켄타로(일본어: 矢吹 健太朗 야부키 겐타로[*], 1980년 2월 4일 ~)는 일본의 남성 만화가로 고치현 고치시에서 태어났다.

## 약력
제14회 천하제일 만화상（1997년 9월기）그리고, 「MOON DUST」에 의해 아키모토 오사무 심사원 특별상을 수상했다. 데뷔 때는 현역 고교생으로, 첫 연재작인 「야마토환상기」를 시작할 때는 18세였다.
동업 만화가에도 팬이 많다고 언급되었다.

## 인물
주로 주간 소년 점프에 전속했으나 과거에는 점프 스퀘어에 작품을 게재했다. 어릴적부터 고질라 팬이며, 『고질라 - 고질라X모스라X메카고질라 도쿄 SOS』에서 엑스트라에 참가하고 있었다. "BLACK CAT"의 어시스턴트 페이지에 따르면 식완 수리 및 개조의 전문가로, 거북이 피규어를 마리오 시리즈의 엉금엉금으로 개조하기도 했다. 동물로는 고양이, 그 중에서도 검은 고양이를 좋아하고 자화상도 고양이 그림이다.
가족 구성은 딸이 1명이다. 전처인 카시와기 시호와는 아내의 불륜 때문에 이혼했지만, 2015년 7월에는 다른 여성과 재혼한 사실이 점프SQ 권말에 보고됐다. 그 재혼 상대는 같은 주간 소년 점프 출신 작가인 시노하라 켄타의 처제임을 라디오 프로그램 '샌드위치맨의 주간 라디오 점프' 게스트 출연 때 밝혔다. 2022년 자신의 둘째 아들이 될 남자 아이가 탄생했다.
좋아하는 만화 "드래곤볼"의 영향으로 배틀 장면만 그렸으며 여성 캐릭터 그리기가 서툴렀지만, 제14회 천하제일만화상을 수상했을 때 아키모토 오사무로부터 "여자아이가 귀엽다"는 칭찬을 듣자 이후로는 잘 못한다는 의식을 없애기 위해 노력했다고 한다.
데뷔 당초에는 코픽을 사용하고 있었지만, 「BLACK CAT」의 중반 무렵부터 서서히 페인트 소프트에 의한 일부 가공을 시작해 현재는 모든 일러스트에 페인트 소프트를 사용하고 있다.

## 작품 목록
- 야마토환상기
  - 야마토환상기（단편, 『아카 마루 점프』1998 SPRING）
  - 야마토환상기（단편,  『주간 소년 점프』 1998년 37, 38호）
  - 야마토환상기（연재, 『주간 소년 점프』 1999.12호-29호, 전2권）
- 시한 폭주（원작：키자키 카야, 점프 J북스, 1999년 12월 발행)
- BLACK CAT
  - STRAY CAT (단편、『주간 소년 점프 』 1999년 46호)
  - BLACK CAT (연재、『주간 소년 점프』 2000년 32호 - 2004년 29호, 전 20권)
  - BLACK CAT  특별판 (단편、『주간 소년 점프』 2004년 19호, 철 부록)
  - BLACK CAT 특별판 (단편, 『Go! Go! 점프』)
- To LOVE 트러블 (각본 : 하세미 사키)
  - To LOVE 트러블(연재、『주간 소년 점프』 2006년 21·22호-2009년 40호, 전 18권)
  - To LOVE 트러블 다크니스 (연재, 『점프 스퀘어』 2010년 11월호-2017년 4월호, 번외편  『점프SQ.19』 2010년 겨울호-Vol.15, 전 18권)
- TRANS BOY (단편, 『주간 소년 점프』 2004년 37･38호)
- 길 잃은 고양이 오버런! (단편, 『점프 스퀘어』 2010년 2월호-9월호, 『점프SQ.19』2010년 여름호-가을호, 전2권)
- 후타가미 ☆ 더블 (단편, 『주간 소년 점프』 2010년 5・6호)
- 여기는 잘나가는 파출소[10](단편, 주간 소년 점프 증간·『코치카메 점프』에 기고한 7페이지의 새로운 그림)
- 달링 인 더 프랑키스 (연재, 『소년 점프+』 2018년 1월-2020년 1월, 총 8권)
- 아야카시 트라이앵글 (연재, 『주간 소년 점프』2020년 28호-2022년 20호→『소년 점프+』2022년 4월 25일[11] - 연재 중 기간 9권)

### 애니메이션 관련
- 아빠 말 좀 들어라! (2화 엔드 카드 일러스트)
- 니세코이 (제18화 제공 백일러스트)

### 기타
- 하테나☆일루전 (마츠 토모히로 저,대쉬 X 문고, 삽화)
- 하테나☆일루전(마츠 토모히로・StoryWorks 저, 대쉬 X 문고, 삽화)
- 백만 광년하고 조금 더 (후루하시 히데유키 저,  점프 J 북스, 삽화)
- 로젠 메이든 (슈에이샤, 『주간 영 점프』 2013년 43호、헌정 핀업)
- 추천! 점프 빈자리 탐험대! (사쿠라이 타케시 저、『소년 점프+』, 3화 여자 화장실 마크 디자인[12])
- 스마트폰 앱 osoba (디완고・혼다 기연공업의 공동 프로젝트) - 하츠네 미쿠의 코스튬을 디자인[13]
- 『주간 플레이보이 PREMIUM 2021 상반기 그라비아 걸작선』 표지 일러스트[14], 슈에이샤

## 관련 인물
오바타 타케시 (小畑健)
야부키가 연재 데뷔전에 어시스턴트로서 일하고 있었다. 히카루의 바둑에 7화 정도까지 참가했다.
하세미 사키 (長谷見沙貴)
애니메이션 「BLACK CAT」의 각본을 담당한다. 그 인연에 의해 「To LOVE 트러블」에서도 각본을 맡고 있다.
카시와기 시호 (柏木志保)
전처, 전 어시스턴트로 『BLACK CAT』 49화부터 참가했다. 동작 단행본으로 권말 등에 수록되어 있는 덤 페이지를 집필하고 있다.